# UFC 35
UFC 35: Throwdown fue un evento de artes marciales mixtas celebrado por Ultimate Fighting Championship el 11 de enero de 2002 en el Mohegan Sun Arena, en Uncasville, Connecticut, Estados Unidos.

## Resultados

### Tarjeta preliminar
- Peso medio: Eugene Jackson vs. Keith Rockel

Jackson derrotó a Rockel vía sumisión (guillotine choke) en el 1:14 de la 2ª ronda.
- Peso wélter: Gil Castillo vs. Chris Brennan

Castillo derrotó a Brennan vía decisión unánime.
- Peso semipesado: Kevin Randleman vs. Renato Sobral

Randleman derrotó a Sobral vía decisión unánime.

### Tarjeta principal
- Peso medio: Andrei Semenov vs. Ricardo Almeida

Semenov derrotó a Almeida vía TKO (golpes) en el 1:59 de la 2ª ronda.
- Peso semipesado: Chuck Liddell vs. Amar Suloev

Liddell derrotó a Suloev vía decisión unánime.
- Peso pesado: Ricco Rodriguez vs. Jeff Monson

Rodriguez derrotó a Monson vía TKO (golpes) en el 3:00 de la 3ª ronda.
- Campeonato de Peso Medio: Dave Menne (c) vs. Murilo Bustamante

Bustamante derrotó a Menne vía TKO (golpes) en el 0:42 de la 2ª ronda para convertirse en el nuevo Campeón de Peso Medio de UFC.
- Campeonato de Peso Ligero: Jens Pulver (c) vs. B.J. Penn

Pulver derrotó a Penn vía decisión mayoritaria.